# Volume d'une boule

Le volume d'une boule de rayon R est :

## Histoire

Sphère inscrite dans un cylindre de révolution.

Euclide, dans la proposition 18 du livre XII de ses Éléments, vers 300 av. J-C., énonce que le volume d'une boule est proportionnel au cube de son diamètre. Il démontre ce résultat par la méthode d'exhaustion, en encadrant la boule par des polyèdres.
Archimède, dans De la sphère et du cylindre (vers 220 av J.-C.) compare les volumes d'une boule, d'un cylindre et d'un cône. Il connaît le volume du cylindre et du cône et démontre que, si une boule est inscrite dans un cylindre, alors le volume de cette boule est égal aux deux tiers de celui du cylindre circonscrit (et au double du volume du cône ayant la même base et la même hauteur que le cylindre). Il démontre que le rapport entre les aires de la sphère et du cylindre est le même qu'entre les volumes des parties de l'espace qu'elles délimitent ; ce qu'il énonce ainsi : 

« Un cylindre qui a une base égale à un grand cercle d'une sphère, et une hauteur égale au diamètre de cette sphère, est égal à trois fois la moitié de cette sphère, et la surface de ce cylindre est aussi égale à trois fois la moitié de la surface de cette même sphère. »

Cette découverte fera de lui un mathématicien particulièrement important dans l'Histoire. Il en est si fier qu'il donne des instructions pour que sa tombe soit gravée d'une sphère inscrite dans un cylindre,.

## Démonstrations

### Par la méthode d'exhaustion
Le principe de la méthode d'exhaustion (attribuée à Eudoxe de Cnide) est un double raisonnement par l'absurde, supposant d'abord que le volume est supérieur à 4/3πR3, puis qu'il est inférieur, et à obtenir une contradiction dans chaque cas. Bien que cette démonstration soit rigoureuse, elle suppose de connaître déjà le résultat à établir ; avant la découverte du palimpseste d'Archimède, on ignorait comment il  était parvenu à obtenir ceux du traité De la sphère et du cylindre.

### Par le calcul intégral

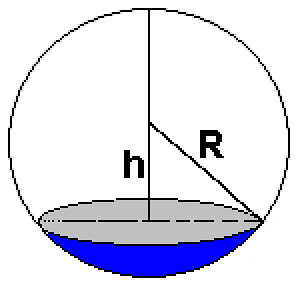
Illustration du calcul du volume d'une boule par intégration

La méthode d'Archimède (redécouverte dans le palimpseste portant son nom) consiste à découper la boule en disques minces, donc des cylindres, dont on ajoute le volume (assimilé au produit de leur surface par leur épaisseur). En langage moderne, cela revient à calculer la limite d'une somme de Riemann, et donc à calculer une intégrale définie. Si l'on considère la variable h allant de –R à R, le cylindre correspondant à la hauteur h et d'épaisseur infinitésimale dh a pour rayon rh vérifiant, d'après le théorème de Pythagore rh2 + h2 = R2 ; comme le volume de ce cylindre est π rh2 dh, on obtient comme volume de la boule

De même et plus généralement, le volume d'une « calotte », portion de boule limitée par deux plans parallèles, à distance D ≤ 2R, et dont l'un est tangent à la sphère, est
(V2R = V). 
Plus généralement encore, le volume d'une « tranche » d'épaisseur D entre deux plans de cotes H et H'  (où - R < H'  < H < R),  est 
{\displaystyle V_{H,H'}=\int _{H'}^{H}\pi (R^{2}-h^{2}){\rm {d}}h={\frac {\pi D(3R^{2}-(H^{2}+HH'+H'^{2}))}{3}}}(avec D =  H-H' ).